# جوزيف وود (سياسي)
جوزيف وود (بالإنجليزية: Joseph Wood)‏ هو سياسي أمريكي، ولد في 1712 في بنسيلفانيا في الولايات المتحدة، وتوفي في 1791 في مقاطعة ليبيرتي في الولايات المتحدة.